# Stamm (Familienname)
Stamm ist ein deutscher Familienname.

## Namensträger

### A
- Albert Stamm, deutscher Fußballspieler, siehe Fritz Stamm
- Albert Stamm (1905–1944), französischer Jurist und Widerstandskämpfer
- Alfred Stamm (Pseudonym Valentin; 1907–1995), Schweizer Rechtsanwalt und Schriftsteller
- Anke Beckert-Stamm (* 1940), deutsche Hörspielautorin, -produzentin und -bearbeiterin
- August Theodor Stamm (1822–1892), deutscher Mediziner, Naturheilkundiger

### B
- Barbara Stamm (1944–2022), deutsche Politikerin (CSU)
- Bernhard Stamm (1920–2007), Schweizer Politiker (FDP)

### C
- Carl Stamm (1867–1941), deutscher Kinderarzt
- Christian Stamm (Geistlicher) (1837–1920), deutscher katholischer Geistlicher und Domkapitular
- Christian Stamm (Gärtner) (1846–1917), Schweizer Gärtner
- Christian Stamm (Schauspieler) (* 1972), deutscher Schauspieler
- Christin-Marie Stamm (* 1991), deutsche Politikerin (SPD), MdL
- Claudia Stamm (* 1970), deutsche Politikerin (mut)
- Cornelia Stamm Hurter (* 1962), Schweizer Politikerin (SVP)

### D
- Daniel Stamm (* 1976), deutscher Filmregisseur und Drehbuchautor
- Daniela Stamm (* 1982), deutsche Schauspielerin und ehemalige Polizeioberkommissarin
- Dieter Stamm (* 1965), Schweizer Journalist und Schriftsteller

### E
- Emil Stamm (1878–nach 1938), Schweizer Bankdirektor
- Ernst Stamm (1898–1976), deutscher Politiker und Bürgermeister
- Eugen Stamm (1892–1958), Schweizer Architekt

### F
- Ferdinand Stamm (1813–1880), böhmisch-österreichischer Schriftsteller, Journalist und Politiker
- Friedrich Ludwig Stamm (?–1861), deutscher Pfarrer und Linguist
- Friedrich Moritz Stamm (1794–1843), Architekt und Stadtbaudirektor in Bremen
- Fritz Stamm (1880er Jahre–?), deutscher Fußballspieler

### G
- Georg Stamm (1855–1923), Landwirt, Bürgermeister und Mitglied des Deutschen Reichstags
- Georg Stamm (Architekt) (1866–1950), Schweizer Architekt
- Georg Ludwig Stamm (1830–nach 1879), deutscher Apotheker, Mitglied des Kurhessischen Kommunallandtages Kassel
- Gerhard Stamm (1934–2011), deutscher Bibliothekar und Handschriftenwissenschaftler

### H
- Hagen Stamm (* 1960), deutscher Wasserballspieler und Bundestrainer
- Hans Stamm (Elektrotechniker) (1908–1968), deutscher Elektrotechniker und Hochschullehrer
- Hans Stamm (Fußballtrainer) (1958–2018), Schweizer Fußballtrainer
- Hans-André Stamm (* 1958), deutscher Komponist und Organist
- Harald Stamm (* 1938), deutscher Opernsänger (Bass)
- Heinrich Stamm (Politiker) (1827–1905), Schweizer Politiker und Bundesrichter
- Heinrich Stamm (Manager) (1857–1922), Schweizer Eisenbahnmanager, Direktor der Vereinigten Schweizer Bahnen
- Heinrich Stamm (Konstrukteur) (1898–1983), Schweizer Uhrwerkkonstrukteur und Industriemanager
- Heinrich Stamm (Mediziner) (1919–2009), Schweizer Gynäkologe, Chirurg und Hochschullehrer
- Heinrich Stamm-Hausmann (1899–1994), Schweizer Unternehmer
- Heinz-Günter Stamm (1907–1978), deutscher Schauspieler, Hörspiel- und Theaterregisseur
- Heinz-Meinolf Stamm (* 1938), katholischer Theologe, Kirchenhistoriker und Bibliothekar
- Hermann Stamm (Schulleiter) (1940–2014), deutscher Schulleiter und Politiker
- Hermann Stamm (Fotograf) (* 1953), deutscher Fotograf und Hochschullehrer
- Hugo Stamm (* 1949), Schweizer Journalist und Sektenkritiker

### I
- Ira Stamm-Schmid (* 1936), Schweizer Fernsehmoderatorin und Politikerin
- Isabelle Stamm (* 1977), Schweizer Schriftstellerin

### J
- Jakob Stamm (Ingenieur) (1855–1937), Schweizer Bahningenieur
- Jakob Stamm (Architekt) (1861–1933), Schweizer Architekt
- Johann Stamm (Leichtathlet) (* 1965), deutscher Mittelstreckenläufer
- Johann Gottlieb Samuel Stamm (1763–1814), deutscher Maler und Kupferstecher
- Johann Jakob Stamm (Bauunternehmer) (1843–1905), Schweizer Bauunternehmer
- Johann Jakob Stamm (Theologe) (1910–1993), Schweizer reformierter Theologe
- Judith Stamm (1934–2022), Schweizer Politikerin (CVP), Nationalratspräsidentin
- Jürgen Stamm (* 1968), deutscher Jurist und Hochschullehrer
- Jürgen Stamm (* 1963), deutscher Bauingenieur und Professor

### K
- Karl Stamm (1890–1919), Schweizer Dichter
- Karl Stamm (Kunsthistoriker), deutscher Kunsthistoriker

### L
- Léa Grauvogel-Stamm (* 1940), französische Paläontologin
- Luzi Stamm (* 1952), Schweizer Politiker (SVP)

### M
- Margrit Stamm (* 1950), Schweizer Erziehungswissenschaftlerin
- Marielle Stamm (* 1945), Schweizer Journalistin und Schriftstellerin
- Marko Stamm (* 1988), deutscher Wasserballspieler
- Martin Stamm (1847–1918), Schweizer Chirurg
- Martina Stamm-Fibich (* 1965), deutsche Marketing- und Kommunikationsmanagerin, Politikerin (SPD), MdB
- Martina Hälg-Stamm (1914–2011), Schweizer Politikerin (SP)
- Marvin Stamm (* 1939), US-amerikanischer Jazz-Trompeter
- Michael Stamm (* 1952), US-amerikanischer Schwimmer
- Monika Endres-Stamm (* 1950), deutsche Schriftstellerin

### N
- Nikolaus Stamm (1915–1974), deutscher Politiker (SPD), Bürgermeister und MdL Bayern

### O
- Oliver Stamm (* 1966), österreichischer Beachvolleyballer
- Oskar Stamm (1898–1966), deutscher Ingenieur und Industriemanager
- Otto Stamm (1915–1979), deutscher Mediävist und Mittelalterarchäologe

### P
- Paul Stamm (1904–2000), Schweizer Architekt und Maler
- Peter Stamm (* 1963), Schweizer Schriftsteller

### R
- Rainer Stamm (* 1967), deutscher Kunsthistoriker und Literaturwissenschaftler
- Robert Stamm (1900–1937), deutscher Politiker und Widerstandskämpfer
- Rudolf Stamm (Bauunternehmer) (1869–1944), Schweizer Bauunternehmer und Politiker
- Rudolf Stamm (Literaturwissenschaftler) (1909–1991), Schweizer Literaturwissenschaftler und Anglist
- Rudolf Stamm (Journalist) (1937–2010), Schweizer Journalist
- Rupert Stamm (1963–2014), deutscher Jazzperkussionist

### S
- Sabine Stamm (* 1970), deutsche Journalistin und Fernsehmoderatorin
- Silke Stamm (* 1968), deutsche Schriftstellerin
- Sina Stamm (* 1984), deutsche Richterin am Bundesverwaltungsgericht
- Sybille Stamm (1945–2023), deutsche Gewerkschafterin, Mitglied der Partei Die Linke

### T
- Ted Stamm (1944–1984), US-amerikanischer konzeptueller Maler
- Theodor Stamm (1801–1889), österreichischer Dichter
- Thomas Stamm (* 1983), Schweizer Fußballspieler und -trainer
- Thomas Stamm-Kuhlmann (* 1953), deutscher Historiker

### U
- Ulrich Stamm († 1633), Steinmetz, Bildhauer und Baumeister in Braunschweig

### V
- Volker Stamm (* 1953), deutscher Wirtschafts- und Sozialhistoriker

### W
- Walter Stamm (Jurist) (1910–1998), Schweizer Jurist, Beamter und Maler
- Walter Stamm (Mediziner) (1924–2010), Schweizer Pharmakologe
- Walter Stamm (Politiker) (* 1927), Schweizer Politiker
- Walter Stamm (Fußballspieler) (1941–2023), österreichischer Fußballspieler
- Walter Stamm-Teske (* 1948), deutscher Architekt
- Werner Stamm (1912–1993), deutscher Komponist
- Wilhelm Stamm (1845–1924), deutscher Kaufmann
- Wolfgang Stamm (* 1941), deutscher Radsportler